# Janvier 1975

## Évènements
- 1er janvier :
  - Nouvelle constitution en Suède, réduisant davantage le pouvoir du roi.
  - Accord commercial entre le Portugal et la CEE.

- 6 janvier, France : remplacement de l'ORTF par 7 sociétés de l'audiovisuel public : Radio-France, TF1 (Télévision française 1), Antenne 2, FR3 (France Régions 3), TDF (Télédiffusion de France), SFP (Société française de production) et l'INA (Institut national de l'audiovisuel).

- 7 janvier : prise de Phuoc Binh par le Nord Viêt Nam. Les Américains ne réagissent pas.

- 12 janvier (Formule 1) : le Brésilien Emerson Fittipaldi gagne le Grand Prix automobile d'Argentine 1975.

- 13 janvier, France : attentat à Orly revendiqué par un commandos palestinien se réclamant de Septembre noir. Quelques jours plus tard, une fusillade éclate dans l’aéroport et un avion d’Air France est détourné.

- 15 janvier :
  - France : le Conseil constitutionnel ne s’estime pas en mesure de vérifier la conformité des lois aux traités, mais invite les juridictions ordinaires à le faire.
  - Accords d'Alvor sur l'indépendance de l'Angola[1].

- 17 janvier, France : loi relative à l'interruption volontaire de la grossesse (loi Veil) défendue par Simone Veil.

- 21 janvier, Canada : Richard Blass tue le gérant du cabaret Gargantua à Montréal et fait incendier le lieu en tuant 12 autres personnes. Il sera tué plus tard par la police.

- 26 janvier (Formule 1) : Grand Prix automobile du Brésil.

## Naissances
- 1er janvier : Eiichirō Oda, mangaka japonais.
- 3 janvier : 
  - Grégory Galiffi, animateur de télévision français.
  - Thomas Bangalter, musicien français du groupe Daft Punk.
- 4 janvier : Judith Siboni, actrice française († 30 mars 2021).
- 5 janvier : Bradley Cooper, acteur américain.
- 9 janvier : Michael Stuart, est un chanteur de salsa et un acteur américain d'origine portoricaine.
- 13 janvier : Marina Granovskaia, dirigeante russo-canadienne de football.
- 14 janvier : 
  - Taylor Hayes, actrice américaine.
  - Denis Christel Sassou Nguesso, homme politique congolais.
- 15 janvier : 
  - Mary Pierce, joueuse de tennis franco-américaine.
  - Sophie Wilmès, femme politique belge, Première ministre (2019-2020).
- 17 janvier : Coco Lee, actrice sino-américaine († 5 juillet 2023).
- 22 janvier : Shean Donovan, joueur de hockey canadien.
- 25 janvier : Mia Kirshner, actrice canadienne.
- 27 janvier : Caroline Vigneaux, ancienne avocate, humoriste et actrice française.

## Décès
- 2 janvier : Amanda Labarca, pédagogue et féministe chilienne (° 5 décembre 1886).
- 4 janvier : Carlo Levi, écrivain et peintre italien (° 1902).
- 9 janvier : Pierre Fresnay, acteur français (° 1897).
- 25 janvier : Charlotte Whitton, mairesse d'Ottawa.